# Badr
Badr o Badr Hunayn fou una petita vila al sud-oest de Medina, a mig dia de viatge de la costa, en una plana rodejada de turons i de dunes. És famosa per ser el lloc on es va lliurar la batalla de Badr el 15 de març del 624.